# Laurent Dumais
Laurent Dumais (Québec, 25 marzo 1996) è uno sciatore freestyle canadese, specialista nelle gobbe.

## Biografia
In Coppa del Mondo ha esordito il 3 gennaio 2015 a Calgary (24º) e ha ottenuto il primo podio il 23 gennaio 2016 a Val Saint-Côme (3º).
In carriera non ha partecipato né a rassegne olimpiche né iridate.

## Palmarès

### Coppa del Mondo
- Miglior piazzamento in classifica generale: 100º nel 2015.
- 1 podio:
  - 1 terzo posto.